# Ryszard Bartel

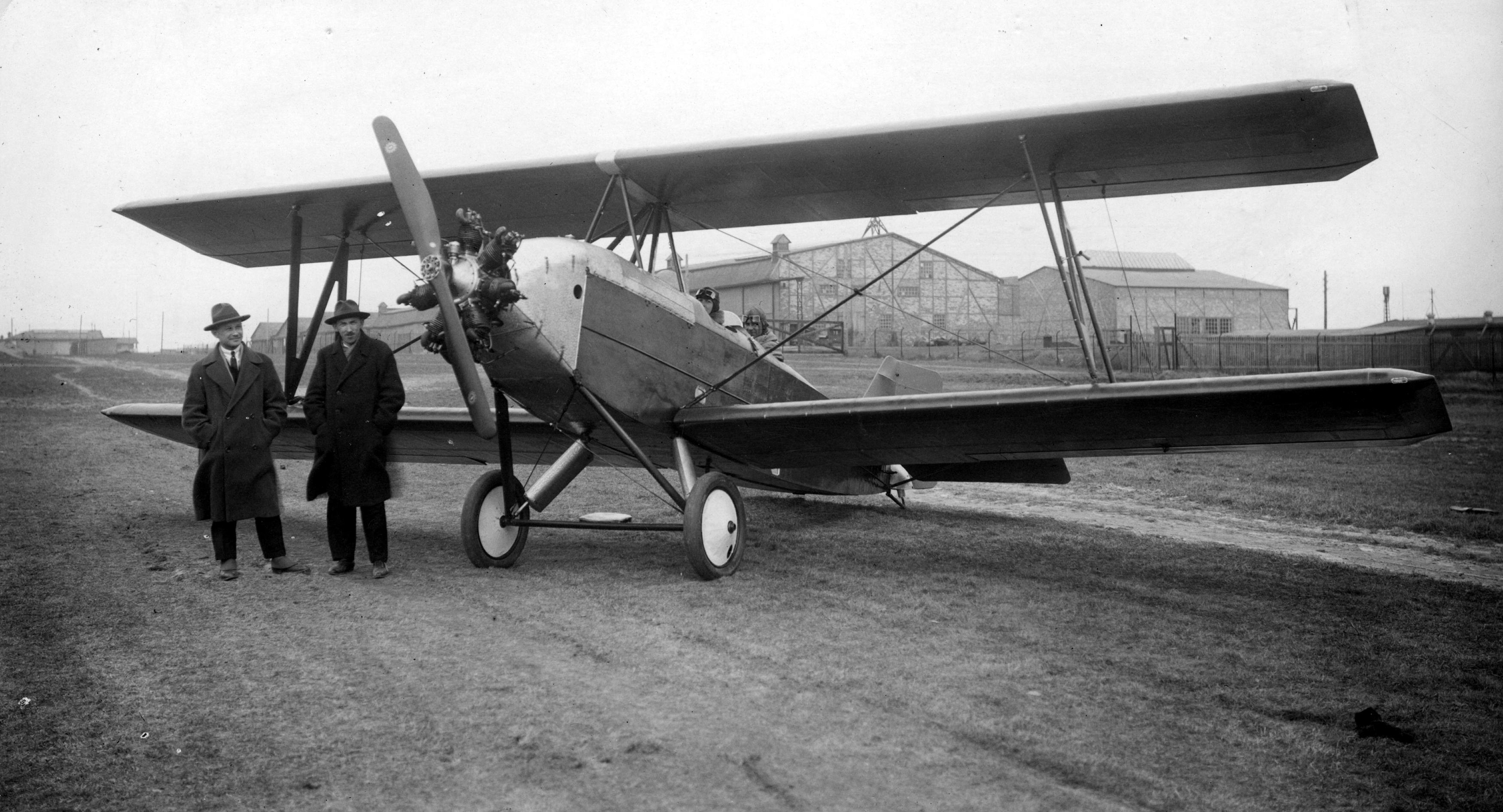
Ryszard Bartel (pierwszy z lewej) obok samolotu BM-4d z silnikiem WZ

Ryszard Bartel (ur. 22 marca 1897 w Sławniowie, zm. 3 kwietnia 1982 w Warszawie) – polski inżynier, konstruktor lotniczy, pilot i historyk lotnictwa, jeden z polskich pionierów lotnictwa.

## Życiorys
Urodził się 22 marca 1897 w Sławniowie k. Pilicy. Od młodości interesował się lotnictwem. W 1910 w Sosnowcu jako uczeń szkoły handlowej rozpoczął budować modele latające. Były to ornitoptery, czyli modele z ruchomymi skrzydłami, które dobrze latać nie mogły. W 1911 w Sosnowcu zbudował model latający z nieruchomymi skrzydłami, wzorując się na lotni Tańskiego. Loty, które wykonał, były zadowalające, więc Ryszard Bartel postanowił zbudować prawdziwy szybowiec. Ukończył go na wiosnę 1911. Próby wystartowania nie powiodły się, gdyż całość miała masę 35 kg i mimo zbudowania specjalnej platformy konstruktor biegnąc z szybowcem, nie był w stanie wznieść się w górę. Niezrażony tym niepowodzeniem przystąpił do budowy nowej konstrukcji, wykorzystując elementy poprzedniej. Jednopłat ten miał już ster wysokości i ster kierunku. Wykonał na nim i następnej, ulepszonej wersji kilka lotów, unosząc się na wysokość 2 m i lecąc kilkanaście. W 1916 uzyskał maturę w Szkole im. Wróblewskiego w Warszawie i podjął studia na Politechnice Warszawskiej na Wydziale Mechanicznym, gdzie w tym samym roku był jednym z trzech organizatorów Sekcji Lotniczej Koła Mechaników Studentów Politechniki Warszawskiej. Po roku działalność sekcji jednak ustała. W 1917 ukończył w Warszawie I Kurs Lotniczy zorganizowany przez Polskie Towarzystwo Żeglugi Napowietrznej. Podczas studiów zajął się badaniem modeli latających, które zaopatrzył w automatyczne sterowanie podłużne działające na zasadzie wahadła. Urządzenie to planował zastosować w samolocie. Już w 1918 zaprojektował samolot sportowy, którego budowy nie ukończył. Bartel należał do Konspiracyjnego Tajnego Związku Lotników i w listopadzie 1918 wziął udział w rozbrajaniu żołnierzy niemieckich na Lotnisku Mokotowskim, a następnie ochotniczo wstąpił do Wojska Polskiego.
Służył początkowo jako mechanik lotniczy, następnie ukończył podstawowy (w Warszawie) i wyższy (w Poznaniu) wojskowy kurs pilotażu. Podczas wojny polsko-bolszewickiej w stopniu plutonowego, następnie sierżanta pilota, służył w 16 eskadrze wywiadowczej, latając na samolotach Breguet 14 oraz eskadrze Wojska Litwy Środkowej w Wilnie. W grudniu 1920 przeniesiony został do rezerwy.
Po zwolnieniu z wojska kontynuował studia i działalność konstrukcyjną, m.in. w 1922 opracował pierwsze polskie profile lotnicze. Wkrótce przy jego współudziale została reaktywowana Sekcja Lotnicza Koła Mechaników Studentów Politechniki Warszawskiej. Ryszarda Bartla wybrano na jej pierwszego prezesa. W czasie studiów był asystentem profesora Czesława Witoszyńskiego, który na Politechnice prowadził wykłady z aerodynamiki. W tym samym roku przebywał pół roku na praktyce w zakładach lotniczych Breguet we Francji. W 1923, w Białce, w pierwszym polskim konkursie szybowców zdobył drugie miejsce (pilotując szybowiec SL-1 Akar). W 1924 ukończył studia, uzyskując tytuł inżyniera mechanika i wkrótce jako członek Polskiej Wojskowej Misji Zakupów został wysłany do Francji po odbiór samolotów Potez XV i Blériot-SPAD S.61 zakupionych dla wojska. Rok później znalazł się tam ponownie w celu odbioru rysunków technicznych samolotu Potez XXV, a przy okazji odwiedził kilka wiodących wytwórni samolotów – Lorraine-Dietrich, Ferbois, Wibault i Farman, zaznajamiając się z konstrukcją wytwarzanych tam samolotów oraz metodami ich produkcji. Podczas pobytu we Francji prowadził w Instytucie Aerodynamicznym w Saint-Cyr pod Paryżem badania opracowanych przez siebie profili lotniczych. Profile te były pierwszymi stworzonymi w Polsce. Stosował je później w konstrukcjach własnych oznaczonych BM, a ponadto użyto ich również w samolocie RWD-5 i w samolotach myśliwskich PZL Zygmunta Puławskiego (profil Bartel 37 11a). W 1925 jego projekt samolotu myśliwskiego BM-1 Maryla (imię żony Bartla) uzyskał nagrodę 1000 zł w pierwszym polskim konkursie na samoloty wojskowe, nie został jednak zrealizowany.
Od 1926, po powrocie do kraju, był głównym konstruktorem Wielkopolskiej Wytwórni Samolotów „Samolot” w Poznaniu, gdzie najpierw zaprojektował wersję sanitarną H.28S licencyjnego samolotu Hanriot H.28, produkowaną w małej serii, a następnie w 1926 zbudował prototyp pierwszego polskiego samolotu szkolnego własnej konstrukcji Bartel BM-2. W pracach konstrukcyjnych pomagali mu: inż. Jerzy Teisseyre, inż. Zygmunt Nowakowski, inż. Józef Medwecki i inż. August Bobek-Zdaniewski. Samolot został oblatany 7 grudnia 1926 przez pilota fabrycznego wytwórni Edmunda Hołodyńskiego. Produkcji seryjnej nie podjęto ze względu na rozpoczęcie prac nad ulepszeniem tej konstrukcji. Co w rezultacie doprowadziło do stworzenia kolejnych konstrukcji. Kolejne konstrukcje dwupłatowych samolotów szkolnych Bartel BM-4 z 1927 i Bartel BM-5 z 1928 były produkowane w niewielkiej ilości dla polskiego lotnictwa wojskowego (BM-4 był pierwszym seryjnie produkowanym samolotem polskiej konstrukcji około 70 egz.). Opracował też samolot szkolno-myśliwski Bartel BM-6, nie produkowany seryjnie. Prototyp tego samolotu na lotnisku Ławica oblatał 8 kwietnia 1930 pilot doświadczalny Edmund Hołodyński.
Po likwidacji zakładów „Samolot” w 1930 (do którego przyczynił się pożar w wytwórni, a następnie kryzys finansowy) w latach 1930–1932 pracował w Departamencie Aeronautyki Ministerstwa Spraw Wojskowych. Opracował wówczas przepisy badań technicznych oraz odbioru prototypów i samolotów seryjnych Następnie w latach 1932–1937 pracował w PZL w Warszawie, gdzie kierował m.in. jako szef wydziału przygotowawczego przygotowaniem produkcji seryjnej nowych samolotów myśliwskich, m.in. PZL P.7, PZL P.11, PZL P.24 oraz rozpoznawczo-bombowych PZL.37 Łoś i PZL.46 Sum. W latach 1935–1936 w zakładach IAR w Braszow w Rumunii przygotowywał licencyjną produkcję samolotów PZL P.11, a w Koliserie w Turcji PZL.24. W 1934 był oficerem rezerwy 1 pułku lotniczego, w stopniu podporucznika ze starszeństwem z dniem 1 lipca 1925 w korpusie oficerów aeronautyki. Na stopień porucznika został mianowany ze starszeństwem z 19 marca 1939 i 4. lokatą w korpusie oficerów rezerwy lotnictwa.
W latach 1937–1939 był dyrektorem technicznym w Lubelskiej Wytwórni Samolotów. Nadzorował tam uruchomienie produkcji samolotów bombowych LWS-6 Żubr oraz obserwacyjnych RWD-14 Czapla i LWS-3 Mewa. Na początku 1939 wyjechał do USA w celu przyjrzenia się z bliska pracy tamtejszych wytwórni lotniczych. Po zbombardowaniu fabryki LWS we wrześniu 1939, organizował jej ewakuację. II wojnę światową przetrwał w kraju, m.in. pracując w Warszawie jako wykładowca w szkołach technicznych II stopnia – Kolejowej, Mechaniczno-Elektrycznej i Wawelberga.
Po wyzwoleniu, w 1945 mianowano go naczelnikiem wydziału technicznego w Departamencie Lotnictwa Cywilnego Ministerstwa Komunikacji. Sprawował tam pieczę nad produkcją samolotów sportowych i szybowców oraz nad lotniczymi warsztatami naprawczymi. Pod koniec stycznia 1946 brał udział w komisji oceniającej projekty zgłoszone w konkursie na pierwszy powojenny motoszybowiec, którego otwarty konkurs został rozpisany w listopadzie 1945 przez Departament Lotnictwa Cywilnego Ministerstwa Komunikacji. Członkami tej komisji byli wybitni specjaliści w dziedzinie techniki lotniczej, znani i cenieni za swe dokonania nie tylko w Polsce. Włożyli oni duży wkład w rozwój polskiego przedwojennego i powojennego lotnictwa cywilnego i wojskowego. Komisja w składzie mgr inż. Ryszard Bartel, dr inż. Zbigniew Brzoska, inż. Rudolf Matz, dr inż. Władysław Fiszdon oraz inż. Romuald Romicki zdecydowała, że I miejsce otrzyma projekt motoszybowca „Pegaz” inż. Tadeusza Chylińskiego. Wykładał w Szkole Inżynieryjnej Wawelberga i Rotwanda mieszczącej się przy ulicy Narbutta w Warszawie. W lipcu 1945 z inicjatywy Franciszka Misztala i Ryszarda Bartla studenci Szkoły Inżynieryjnej im. Wawerberga i Rotwanda założyli Koło Lotnicze, którego głównym celem było szkolenie lotnicze studentów. Został zorganizowany pierwszy teoretyczny kurs szybowcowy na którym wykładowcami byli m.in. Kazimierz Chorzewski, Romuald Flach i Ryszard Bartel. W 1948 jednak, jak wielu innych przedwojennych specjalistów, odsunięto go od pracy w lotnictwie jako „element niepewny”. Pracował m.in. w Polskim Komitecie Normalizacyjnym i Biurze Konstrukcyjno-Technologicznym Maszyn i Urządzeń Budowlanych. Równolegle od 1951 był wykładowcą geometrii wykreślnej na Wydziałach Mechanicznych na Politechnice Warszawskiej. W 1966 przeszedł na emeryturę. Od lat 60. zajmował się historią lotnictwa polskiego. Był współautorem książki – „Z historii polskiego lotnictwa wojskowego 1918–1939”, w której opracował rozdziały pt. „Narodziny i rozwój przemysłu lotniczego w Polsce”, „Realizacja zaopatrzenia lotnictwa w sprzęt” oraz „Analiza, krytyczne uwagi, porównanie, wnioski”. Współorganizował społeczne organizacje lotnicze i techniczne i działał w nich, m.in. Lotniczą Komisję Historyczną w 1955 i Klub Seniorów Lotnictwa APRL w 1956, w którym przewodniczył Komisji Historycznej w latach 1971–1975. W latach 70. opracował projekt samolotu akrobacyjnego Bartel BM-7. Latał na 37 typach samolotów szkolnych, sportowych, wojskowych i szybowcach.
Został pochowany na nowym cmentarzu na Służewie przy ul. Wałbrzyskiej.

## Ordery i odznaczenia
- Krzyż Kawalerski Orderu Odrodzenia Polski
- Złoty Krzyż Zasługi (11 lipca 1948)[22]
- Srebrny Krzyż Zasługi (10 sierpnia 1929)[23]
- Polowa Odznaka Pilota nr 116 (12 grudnia 1929)[24]
- Medal pamiątkowy 50 lat Polskiego Lotnictwa Sportowego 1919–1969
- Odznaka Zasłużonego Działacza Lotnictwa Sportowego